# Promoter
A promoterek közvetlenül a gének előtt elhelyezkedő DNS-szakaszok, és a lánc átírásában (a transzkripcióban) rendkívül fontos szerepet töltenek be. A promoter nem kódol fehérjét, hanem a gén elejét (az RNS-polimeráz enzim bekötődésének helyét) tartalmazza. A promoteren a bekötődési helyen kívül elhelyezkedhetnek más nukleobázis-szekvenciák, melyekhez a transzkripciós egység átíródásának sebességét szabályozó fehérjék kötődnek.
A sejt genetikai állománya, vagyis a genom, géneknek nevezett szakaszokra osztható. A gének 25%-a kódol fehérjét (pl. inzulin).  A fehérjeszintézis során a génben tárolt információ egy átirat (mRNS) formájában eljut a riboszómához, ami pedig ez alapján összekapcsolja a fehérjét alkotó aminosavakat – a megfelelő sorrendben.
Az RNS-szintézis első lépéseként egy RNS-polimeráz kötődik a kromoszóma egy szakaszához, a gén promoteréhez (megjegyzendő, hogy rengeteg ilyen van, hiszen minden génnek van sajátja), majd a kettéválasztott DNS kettős spirált mintaként használva, ribonukleotidokból álló RNS-t szintetizál.
Az mRNS-képződés egy pontosan szabályozott folyamat, hiszen minden enzimből csak egy meghatározott mennyiségre van szükség a sejtben. Ez a szabályozás részben az mRNS-szintézis során valósul meg (továbbá a fehérjeszintézis, és a fehérjék transzláció utáni módosítása során). Ezért a promoterek és bizonyos fehérjék (úgynevezett transzkripciós faktorok) nem csak egyszerűen megkötik és a génhez vezetik a polimerázt, de meghatározzák az átírt mRNS mennyiségét is azzal, hogy mennyire vonzó landoló helyet biztosítanak.